# Jagodne (powiat rycki)
Jagodne – osada w Polsce położona w województwie lubelskim, w powiecie ryckim, w gminie Kłoczew.
W latach 1954–1968 wieś należała i była siedzibą władz gromady Jagodne, po jej zniesieniu w gromadzie Gózd. W latach 1975–1998 miejscowość należała administracyjnie do województwa siedleckiego.
Osada jest sołectwem w gminie Kłoczew.